# Carina Bargmann
Carina Bargmann (* 1991 in Braunschweig) ist eine deutsche Autorin von Fantasyromanen für Kinder und Jugendliche.
Im Jahr 2010 machte Bargmann ihr Abitur. Sie veröffentlichte bisher zwei Fantasyromane im Arena Verlag. Bargmann lebt seit 2011 in Bremen und studiert dort Psychologie.

## Werke
- 2010: Sayuri, Arena Verlag, Würzburg, ISBN 978-3-401-06446-8
- 2012: Die letzte Wächterin, Arena Verlag, Würzburg, ISBN 978-3-401-06447-5